# Кимберли (имя)
Ки́мберли (англ. Kimberly, реже — Kimberley, Kimmberly, Kimberlee, Kimberleigh, Kimberli) — английское имя древнеанглийского происхождения.

## Происхождение
Означает «Лесная поляна королевской крепости». Уменьшительные формы — Ким и Кимми.
В 1873 году новому быстрорастущему поселению в ЮАР было официально присвоено название — Кимберли, в честь английского министра Джона Вудхауза, графа Кимберли. После этого Кимберли как личное имя начало приобретать популярность. В 1899—1900 годах произошло крупное военное событие, известное как «Осада Кимберли», что дало дополнительный толчок популяризации этого имени в англоязычных странах.
Кимберли — женское имя, но иногда может быть и мужским.

## Известные носители
- Аньядайк, Кимберли[англ.] (род. 1994) — американская лётчица.
- Бос, Кимберли (род. 1993) — нидерландская скелетонистка.
- Брукс, Кимберли (род. 1981) — американская актриса озвучивания.
- Гилфойл, Кимберли (род. 1969) — американская телеведущая; советница Дональда Трампа.
- Гласс, Кимберли (род. 1984) ― американская волейболистка и модель.
- Госс, Кимберли (род. 1978) — американская певица и музыкант.
- Джозеф, Кимберли (род. 1973) — австралийско-канадская актриса.
- Дос Рамос, Кимберли (род. 1992) — венесуэльская актриса, модель, танцовщица и певица.
- Никсон, Кимберли (род. 1985) — британская актриса.
- Пирс, Кимберли (род. 1967) — американский кинорежиссёр, сценарист, кинопродюсер и монтажёр.
- Пресслер, Кимберли (род. 1977) — американский спортивный репортёр и бизнесвумен, победительница конкурса красоты «Мисс США».
- Ривера, Кимберли (род. ок. 1982) — американский рядовой-дезертир, «узница совести».
- Роуд, Кимберли (род. 1979) — американская спортсменка (стрелок).
- Стюарт, Кимберли (род. 1979) — американская светская львица, телеведущая и модель.
- Уайатт, Кимберли (род. 1982) — американская певица, танцовщица, хореограф, актриса и телеведущая.
- Уильямс-Пейсли, Кимберли (род. 1971) — американская актриса.
- Уолш, Кимберли (род. 1981) — английская певица, модель, телеведущая, актриса и танцовщица.
- Чен, Кимберли[англ.] (род. 1994) — австралийско-тайваньская певица, актриса и модель.
- Элиз, Кимберли (род. 1967) — американская актриса.

Псевдоним
- Китти Бракнелл[англ.] (род. 1984; наст. имя Кимберли Дейл Эдвардс) — английская певица.
- Лил Ким (род. 1976; наст. имя Кимберли Денайс Джонс) — американский рэпер и телеведущая.
- Эмбер О’Нил[англ.] (род. 1974; наст. имя Кимберли Дон Дэвис) — американская рестлерша.

Вымышленные персонажи
- Кимберли Векслер[англ.] — персонаж телесериала «Лучше звоните Солу».
- Кимберли Корман[англ.] — персонаж франшизы «Пункт назначения».
- Кимберли Харт[англ.] — персонаж вселенной «Могучие рейнджеры».
- Кимберли Шоу[англ.] — персонаж телесериала «Мелроуз-Плейс».